# Alberto della Ragione
Alberto della Ragione (Piano di Sorrento, 25 febbraio 1892 – Santa Margherita Ligure, 26 giugno 1973) è stato un ingegnere, mecenate e collezionista d'arte italiano.

## Biografia
Nato a Piano di Sorrento nel 1892 da una famiglia di media borghesia, frequenta l'Istituto Nautico della sua città, conseguendo il diploma di Capitano di lungo corso. Nel 1914, conseguita un anno prima la laurea in ingegneria navale, inizia la sua carriera di insegnante di matematica presso l'Istituto Nautico di Livorno, lavoro che durerà ininterrottamente fino al 1927, quando lascia l'insegnamento per la libera professione, ricoprendo importanti incarichi nell'industria navale prevalentemente a Genova, specializzandosi nel recupero di navi affondate. Appassionato d'arte, da sempre ama gli artisti dell'ottocento napoletano; è quasi per caso - l'acquisto fortuito all'asta di un Signorini - che comincia l'interesse per l'arte contemporanea. Nel 1931, dopo la visita alla Prima Quadriennale, cede tutta la sua collezione del XIX secolo alla Galleria Milano di Vittorio Barbaroux, ricevendone in cambio un piccolo tesoro: 52 de Pisis, 17 Carrà, 17 Morandi, 14 Campigli, 47 Sironi. Con la somma (105 000 lire) che gli serviva per acquistare un appartamento, nel 1938, sempre da Barbaroux, compra uno dei cinque Modigliani (l'Autoritratto) provenienti dalla Collezione Riccardo Gualino, sfidando il clima politico e culturale ostile all'arte "giudaica" (nessuna istituzione pubblica tenta di aggiudicarsi le altre opere). Punta soprattutto sui giovani, su quelli rifiutati dai galleristi perché troppo rischiosi o che la critica ufficiale trascura o attacca per ragioni politiche e culturali con pesanti accuse di ebraismo. Durante tutto il fascismo prosegue sulla strada intrapresa di collezionista e mecenate: non essere iscritto al Fascio non gli impedisce, nel 1941, la vittoria del primo premio alla Mostra delle collezioni d’arte contemporanea di Cortina d'Ampezzo, dove espone la sua raccolta, e il titolo di Benemerito delle Arti.

## Galleria della Spiga
Nello stesso anno la sede di Milano di Bottega di Corrente, chiusa dal Regime per lo spirito libertario dei suoi artisti, viene da lui rilevata e ribattezzata Galleria della Spiga: una delle gallerie più all'avanguardia d'Italia. Treccani, Birolli, Guttuso, Cassinari, Morlotti, Migneco, Sassu, Santomaso, Tomea, Valenti, Vedova, e gli scultori Manzù, Broggini e Fontana, sono gli artisti di Corrente che si ritrovano poi alla Spiga nel comune rifiuto dell'arcaismo e del classicismo, ma anche dell'esclusivo intellettualismo delle avanguardie. Il realismo, passato attraverso il filtro dell'espressionismo, è lo strumento per esprimere la loro ricerca e i propri dissensi. Le opere di Van Gogh, Ensor, Munch, Kokoschka, Kirchner, Guernica di Picasso (1937), sono i nuovi modelli, etici prima che estetici, emblematici della tragicità contemporanea. Con questi artisti della Ragione instaura uno stretto rapporto, aiutandoli anche nei momenti di maggiore difficoltà economiche, politiche e personali: tutta la famiglia Mafai viene ospitata nella sua casa di Quarto dei Mille perché Antonietta Raphaël, moglie di Mario Mafai, rischia l'espulsione a causa delle leggi razziali. Lo stesso fa con Guttuso e con Birolli; protegge poi Santomaso e Vedova e non c'è artista che con della Ragione non abbia rapporti di amicizia e di stima.

## La collezione
Nel 1969, grazie anche all'intercessione di Carlo Ludovico Ragghianti, oltre duecento opere della sua collezione vengono donate alla città di Firenze, e rappresentano il primo nucleo del futuro Museo Internazionale d'Arte Contemporanea (MIAC). Della Ragione giustifica la donazione, "frutto di una vita di intensa passione", quale "attestazione di affetto per Firenze, tremendamente ferita dalla inondazione del 1966, nonché un atto di adesione agli sforzi che si fanno per restituire alla città il ruolo di viva capitale dell'arte".
La Raccolta di arte contemporanea Alberto della Ragione ed il relativo catalogo vennero presentati al pubblico nel Salone dei Cinquecento nel maggio 1970. Per l'esposizione venne coinvolta la Cassa di Risparmio di Firenze che sostenne l'operazione e mise a disposizione gli ambienti di Palazzo Bombicci in Piazza della Signoria; qui rimase fino a novembre 2001; fu poi trasferita temporaneamente nel complesso delle Oblate, dove ebbe però scarsa visibilità.
Le opere hanno poi trovato la definitiva sistemazione nel 2014, nel Museo Novecento dove vengono esposte secondo un sistema di turnazione.
Nel 1973, a S. Margherita Ligure, Alberto della Ragione muore all'età di ottantuno anni.